# Johann Nepomuk Ring
Johann Nepomuk Ring (* 15. Dezember 1772 in Cham in der Oberpfalz; † 17. März 1814 in Regensburg) war römisch-katholischer Priester und Subregens des Priesterseminars Regensburg.

## Leben
Nach Besuch der Klosterschule in Prifling ab dem zehnten Lebensjahr besuchte er ab 1784 das Seminar in Neuburg an der Donau. Die weitere Ausbildung erhielt Ring ab 1791 im Klerikal-Seminar in Regensburg. Am 15. September 1795 wurde er zum Priester geweiht. Später erhält er die Stellung eines Gymnasial-Professors am St.-Paul-Gymnasiums in Regensburg, um dann 1803 unter Georg Michael Wittmann zum Subregens des Priesterseminars in Regensburg ernannt zu werden. 
Großes Interesse hatte Ring für die Botanik, ab 1790 wurde er Mitglied der botanischen Gesellschaft in Regensburg und vertrat den Botaniker Hoppe des St.-Paul-Gymnasiums in den Sommermonaten.
Am 23. April 1809 erstürmten unter Napoleon französische, bayerische und württembergische Truppen die von den Österreichern besetzte Stadt Regensburg. Der damalige Dompfarrer Georg Michael Wittmann (1761–1833) und seine Helfer, allen voran Johann Nepomuk Ring, retteten viele Verwundete. Ring ließ sich durch das Bischöfliche Ordinariat als Seelsorger im Militärlazarett einteilen, wozu er durch ausgezeichnete Sprachkenntnisse geeignet schien. 

## Werke
„Das Leben der heiligen Angela Merici“ (Regensburg, 1811)
„Morgen- und Nachtgedanken“ (Landshut, 1817)